# Кератин 3
Кератин 3 — один из кератинов человека, кодируемый геном KRT3 на 12-й хромосоме.
По структуре и размеру кератин 3 принадлежит к цитокератинам II типа.
Для кератинов типично образование гетеродимерных пар, и кератин 3, по данным исследований, объединяется в такие пары с кератином 12 в роговице множества видов.

## Медицинское значение
Мутации генов KRT3 и KRT12 ассоциированы с роговичной дистрофией Месманна.